# NGC 4179
NGC 4179 (другие обозначения — UGC 7214, MCG 0-31-38, ZWG 13.104, PGC 38950) — линзообразная галактика (S0) в созвездии Девы. Открыта Уильямом Гершелем в 1784 году.
Профиль поверхностной яркости галактики имеет «излом» на расстоянии 98 секунд дуги от центра. Внутри этого расстояния распределение является экспоненциальным с масштабом в 31 секунду дуги, снаружи — экспоненциальным с масштабом в 23 секунды дуги.
Этот объект входит в число перечисленных в оригинальной редакции «Нового общего каталога».
Галактика NGC 4179 входит в состав группы галактик NGC 4123. Помимо NGC 4179 в группу также входят NGC 4116, NGC 4123, UGC 7035, UGC 7178, UGC 7185 и UGC 7332.